# France Vodnik
France Vodnik, slovenski pesnik, kritik, esejist in prevajalec, * 5. marec 1903, Podutik, Ljubljana, † 14. avgust 1986, Ljubljana.

## Življenje in delo
V matični knjigi je vpisan kot Frančišek Vodnik. Bil je sin kamnoseškega delavca Antona Vodnika in gospodinje Marije (rojena Teršan) v Podutiku ter mlajši brat pesnika Antona Vodnika. Osnovno šolo je obiskoval v Šentvidu nad Ljubljano, nato pa klasično gimnazijo na Poljanah v Ljubljani. Bil je član ilegalne Organizacije krščanske socialne omladine Jugoslavije (OKSOJ). Po enoletnem študiju prava se je prepisal na študij slavistike in primerjalne književnosti na Filozofsko fakulteto v Ljubljani in leta 1928 diplomiral. Na univerzi je bil član študentskega društva Danica, nekaj časa tudi predsednik, pozneje pa član društva Borba. Leta 1929 je študiral na Jagelonski univerzi v Krakovu.  
Leta 1930 je ustanovil slovenski Mladi Penklub. Bil je profesor slovenščine na več ljubljanskih gimnazijah. Pod Živkovićevo diktaturo je bil odpuščen zaradi demokratičnega mišljenja in delovanja. Leta 1936 je bil reaktiviran, upokojil se je leta 1965. S predavanjem "Slovenstvo in katoličantvo" je sodeloval na znamenitem "Bohinjskem tednu", zborovanju napredne katoliške mladine. Posvečal se je prevajanju in literarni publicistiki. Leta 1978 je prejel Sovretovo nagrado. Objavljal je ocene, poročila, eseje, kritike in bil od 1925 dalje poleg Josipa Vidmarja in Iva Brnčića vodilni literarni kritik. Upiral se je tako katoliškim kot materialističnim razlagam literature in izpostavljal etično in socialno funkcijo književnosti. Pisal je za reviji Križ in Križ na gori in spadal v skupino križarjev. Urednikoval je pri pomembnih revijah Dom in svet, Dejanje ter Znamenje. Bil je član Društva slovenskih pisateljev, Slovenskega Pen kluba, Društva slovenskih prevajalcev (od 1985 častni član) in častni član Slavističnega društva. Bil je tudi član upravnega odbora Slovenske matice in Mohorjeve družbe v Celju. Dobro leto je preživel v italijanski internaciji (Gonars, Monigo). Kot pesnik je poznan po ekspresionistični zbirki Borivec z Bogom in kot urednik antologije slovenske religiozne lirike. Njegovo zapuščino hrani Rokopisni oddelek NUK.
Kiparsko ga je upodobil France Gorše (hrani Kostanjevica), v karikaturi Ivan Čargo in na plaketi Vladimir Štoviček.